# Love and Understanding
Love and Understanding è una canzone rock della cantante-attrice Cher contenuta nel suo ventunesimo album in studio, Love Hurts, pubblicata nel 1991 come primo singolo per il mercato europeo e nordamericano.
Il lato B Trail of Broken Hearts appare nella colonna sonora del film Giorni di tuono, con Tom Cruise, e non è disponibile in nessun album di Cher.

## Classifiche
| Classifica (1991) | Posizione Massima |
| ----------------- | ----------------- |
| Austria           | 6                 |
| Belgio            | 9                 |
| Canada            | 8                 |
| Francia           | 21                |
| Germania          | 20                |
| Irlanda           | 7                 |
| Nuova Zelanda     | 25                |
| Regno Unito       | 10                |
| Stati Uniti       | 17                |
| Svezia            | 29                |